# ビューティフルドリーマー (2020年の映画)
『ビューティフル・ドリーマー』は、2020年11月6日に公開の日本映画。押井守原案、本広克行監督、小川紗良主演。

## 概略
エイベックス・ピクチャーズとプロダクション・アイジーが製作幹事を務める映画実験レーベル「Cinema Lab」の第1弾作品。
セリフの半分以上はキャスト陣の即興芝居（エチュード、アドリブ）で構成されている。
原案は押井守のオリジナル脚本『夢みる人』。原案では「軽音楽部の女のコたちの前日譚」であったが、映研のほうがわかりやすいということで設定を改編。キャラクター設定・構成として奥山雄太（ろりえ）、横山翔一を迎え、ほぼすべての登場人物をあてがき形式に変えている。
押井が監督したアニメーション映画『うる星やつら2 ビューティフル・ドリーマー』のセリフなども意識的に引用されている。

## ストーリー
先勝美術大学のキャンパスは文化祭に向けにぎわっていたが、映画研究会の部室だけは、映画を撮影する予定もなく、だらだらグダグダとした時間が流れていた。

そんななか、部員のサラは「教室の片隅に何かある」という不思議な夢を見る。翌日、夢に見た場所を探してみると、古いダンボール箱を発見。中にあったのは古い脚本と演出ノート、そして1本の16ミリフィルムだった。OBのタクミはこれは撮影すると必ず悪いことの起きる呪いの脚本、いわくつきのフィルムだという。俄然やる気を出すサラだったが、研究会のメンバーは誰も映画製作経験がなかった。なんとか撮影を始めるが、次々に予期せぬ困難やトラブルが襲い掛かり、完成に近づくにつれ「いわくつきの台本」に宿る“見えない力”でやがてサラたち研究会のメンバーと作品内の物語がシンクロをし始める。

## 主なキャスト
サラ
演 - 小川紗良
先勝美術大学 映画研究会3年生 21歳。
持ち前のリーダーシップでサークルを引っ張るが、時折ドSな性格が顔を出す。
映画監督でもある小川本人をオーバーラップさせた役柄。
リコ
演 - 藤谷理子
同校 映画研究会3年生 20歳。
親友のサラを助けるため、プロデューサーを買って出る。
カミオ
演 - 神尾楓珠
同校 映画研究会3年生 21歳。
名画座で見た黒澤映画に心酔し、カメラ機材に詳しい。
ウチダ
演 - 内田倭史
同校 映画研究会3年生 21歳。
サークルのムードメーカー。音響の奥深い世界にのめり込み、録音部の知識を習得する。
シエリ
演 - ヒロシエリ
同校 映画研究会3年生 20歳。
表向きは衣装の勉強。実際はカミオに近づくためにサークルに入る。さばさばした口達者な性格から夜はキャバクラでバイトする。
モリタ
演 - 森田甘路
同校 映画研究会 30歳。
人生にドロップアウトし、再入学した苦労人。映画製作では照明、制作部、役者として積極的に働く。
イオリモエ
演 - 伊織もえ
コスプレイヤー。
演技の経験は全くないが、シエリの紹介により配役オーディションを受ける。彼女の衣装制作やウィッグの知識量に助けられることに。
カザリ
演 - かざり
元自衛官でタレント。
戦車登場シーンをどうするかと悩む中、声がかかる。
サイトウタクミ
演 - 斎藤工
年齢不詳の映画研究会OB。現在もショートフィルム製作を手がけている。突然サラたちの前に姿を現し「この部室を夢で見た」と謎めいたことを話し始める。
アキモト サヤカ
演 - 秋元才加
女優。かつて国民的アイドルグループのメンバーだった。
イケダ ジュンヤ
演 - 池田純矢
俳優。かつて5色の戦士が戦うドラマで6人目のメンバーを演じた。
イイジマ ヒロキ
演 - 飯島寛騎
俳優。かつてヒーローに変身する医師をドラマで演じ、白衣でオーディション会場にやってくる。
フクダ メイ
演 - 福田愛依
女優。「女子高生ミスコン2017-2018」でグランプリを獲得した「日本一かわいい女子高生」。
白い帽子の女の子
演 - 本保佳音
子役。白いワンピースと白い帽子を着用。印象的なセリフを言う。
タキガワ エイジ
演 - 瀧川英次
俳優。映画コメンテーターの顔を持ち、どこからかオーディションの情報を聞きつけて自分で配役を作り、強引に映画に参加する。
マス タケシ
演 - 升毅
俳優。長台詞のある「夢みる人」の校長役をオファーされる。

## スタッフ
- 監督：本広克行
- 原案：押井守「夢みる人」
- 脚本：守口悠介
- キャラクター設定・構成：奥山雄太（ろりえ）、横山翔一
- 脚本協力：高井浩子
- 撮影：川越一成
- 音楽：菅野祐悟